# Jean-Marie Moeglin
Pour les articles homonymes, voir Moeglin.
Jean-Marie Moeglin, né le 16 avril 1955 à Lille, est un historien français.

## Biographie
Jean-Marie Moeglin, poursuit de 1972 à 1975, des études en sciences humaines. De 1975 à 1981, il fréquente l'École normale supérieure. En 1982, il est titulaire d'un doctorat, préparé sous la direction de Bernard Guenée. En 1990/1991, il est titulaire d'une bourse d'encouragement du Collège historique (de). En 1992, il soutient sa thèse d'habilitation. De 1992 à 2010, il enseigne en tant que Professeur d'histoire médiévale à l'Université de Paris XII. Depuis 1995, Moeglin est directeur d’études à l'École pratique des hautes études. Depuis 2010, il enseigne en tant que professeur d'histoire médiévale à l'Université Paris-Sorbonne. Depuis 2012 il est membre du conseil scientifique de l'Institut historique allemand de Paris.
Les centres d'intérêt et de recherche de Moeglin sont l'histoire allemande au Moyen Âge, l'histoire de l'historiographie médiévale, l'histoire de rituels politiques au Moyen Âge, ainsi que des transferts culturels entre la France et l'Allemagne au Moyen Âge. Moeglin est expert dans le domaine de la relation franco-allemande au Moyen Âge, des structures politiques des deux pays et de leurs contacts culturels.
Moeglin est, depuis 2004, membre correspondant de Monumenta Germaniae Historica, et membre du Groupe de travail de Constance sur l'histoire médiévale (de). En 2015, il est membre correspondant de l'Académie des sciences et des lettres de Mayence. Depuis le 18 mars 2022, il est membre  de l'Académie des inscriptions et belles-lettres.

## Publications
- Kaisertum und allerchristlichster König. 1214 à 1500 (= Histoire Franco-allemande. Bd. 2). Traduit en Français par Gaby Sonnabend. Scientifique Buchgesellschaft, Darmstadt, 2010,  (ISBN 978-3-534-14700-7).
- Les Bourgeois de Calais : essai sur un mythe historique, Paris, Albin Michel, coll. « L'évolution de l'humanité », 2002, 462 p. (ISBN 2-226-13284-8, présentation en ligne), [présentation en ligne].
- Les Ancêtres du prince. Propagande politique et naissance d'une histoire nationale en Bavière au Moyen Âge (1180-1500) (= École Pratique des Hautes Études. IVe Section. Sciences Historiques et Philologiques. 5: Hautes études médievales et moderne. Bd. 54,  (ISSN 0073-0955)). Droz, Genève, 1985.
- Jean-Marie Moeglin (dir.), L'intercession du Moyen Âge à l'époque moderne: autour d'une pratique sociale, Librairie Droz, 2004.
- Rainer Babel et Jean-Marie Moeglin, Identité régionale et conscience nationale en France et en Allemagne du Moyen Age à l'époque moderne : actes du colloque, Thorbecke, 1997 (lire en ligne), actes du colloque organisé par l'Université Paris XII-Val de Marne, l'Institut universitaire de France et l'Institut historique allemand à l'Université Paris XII et à la Fondation Singer-Polignac, les 6, 7 et 8 octobre 1993 à Sigmaringen.
- Jean-Marie Moeglin, Les ancêtres du prince : propagande politique et naissance d'une histoire nationale en Bavière au Moyen Age, (1180-1500), Librairie Droz, 1985, 300 p. (ISBN 978-2-600-03398-5, présentation en ligne)
- Claude Gauvard, Françoise Autrand et Jean-Marie Moeglin (dir.), Saint-Denis et la royauté. Études offertes à Bernard Guenée, Paris, Publications de la Sorbonne, 1999.
- L’Empire et le Royaume. Entre indifférence et fascination (1214-1500), collection "Histoire franco-allemande", Villeneuve d’Ascq, Presses universitaires du Septentrion, 2011.
- Jean-Marie Moeglin et Stéphane Péquignot, Diplomatie et "relations internationales" au Moyen Age (IXe – XVe siècle), PUF, 2017.
- Jean-Marie Moeglin (dir.), Dictionnaire de la guerre de Cent Ans, Paris, Robert Laffont, coll. « Bouquins », 2023, 1536 p. (ISBN 2382923369).

## Distinctions

### Décorations
- Chevalier de l'ordre des Palmes académiques[2].

### Récompenses
- Grand prix d'histoire 2003 de la Société des gens de lettres pour Les Bourgeois de Calais.
- Prix Gobert 2011[3].